# Миллер, Дель
Адель Хелена Миллер (10 июня 1875—17 сентября 1932) — американская художница.

## Биография
Миллер родилась в 1875 году в семье врача и бизнесмена Генри Миллера. Заинтересовалась искусством в раннем возрасте. Училась в Институте искусств Канзас-Сити (Kansas City Art Institute), Лиге студентов-художников Нью-Йорка и Пенсильванской академии изящных искусств. Среди её учителей были Хью Генри Брэкенридж, Даниэль Гарбер и Артур Уэсли Доу. В 1909 году стала учителем в Институте искусств Канзас-Сити. Вела уроки резьбы по дереву и работы с металлом, кожей и украшениями. В 1921 году преподавала рисование в средней школе в Спрингфилде. Её персональные выставки проводились во многих известных местах, включая Университет Канзаса. В 1926 году Миллер была избрана президентом Общества художников Канзас-Сити (Kansas City Society of Artists). В том же году она стала преподавателем в Академии Пасео (Paseo High School). Миллер также была членом Национальной ассоциации женщин-художников.
Дель Миллер умерла в 1932 году после трехлетней борьбы с раком груди.